# Pipistrellus imbricatus
Pipistrellus imbricatus är en fladdermusart som först beskrevs av Thomas Horsfield 1824.  Pipistrellus imbricatus ingår i släktet Pipistrellus och familjen läderlappar. IUCN kategoriserar arten globalt som livskraftig. Inga underarter finns listade i Catalogue of Life. Arten listas ibland i släktet Hypsugo.
Denna fladdermus förekommer på Java, Borneo, södra Sulawesi och på några mindre öar i samma region. Den lever i låglandet och i kulliga områden upp till 400 meter över havet. Habitatet utgörs av områden med bambu, fruktträdodlingar och trädgårdar.